# 챔프TV
챔프TV(CHAMP TV)는 챔프비전이 운영했던 대한민국의 케이블TV 애니메이션 전문 채널로 운영 기간은 2005년 5월 2일부터 2023년 5월 15일 까지이다. 현재 애니원채널에 흡수 합병되어 전환 운영 중이다.

## 역사
CJ미디어와 대원방송의 합작회사로서 챔프비전이 설립되어 2005년 5월 2일에 개국하였다. 2005년 5월 2일부터 2011년 1월 23일까지는 운영과 마케팅을 CJ그룹 계열사인CJ미디어(현. CJ ENM) ENM사업부가, 방송 콘텐츠 수급과 프로그램 공급을 대원미디어 계열사인 대원방송이 전반적으로 담당하였으나 2009년 12월 CJ미디어가 온미디어를 인수하였고 CJ E&M(이후 CJ오쇼핑과 합병하여 CJ ENM이 됨)으로 변경되기 직전, CJ미디어의 인수 합병 이후 CJ E&M이 출범한 당시 투니버스와의 연계성으로 인해 챔프TV는 CJ그룹과 의견 충돌이 빚어지게 되었다가 2011년 1월 3일에 대원방송의 챔프TV 지분 전량 50% 취득과 함께 같은해 24일에는 챔프TV가 CJ그룹 계열사에서 제외되고 대원방송이 챔프TV의 단독운영권을 확보하면서, 2011년 1월 24일부터 6월 30일까지 운영, 마케팅, 방송 콘텐츠 수급, 프로그램 공급 등을 대원방송에서 모두 담당하게 되었다. 하지만 대원방송의 챔프TV 운영 및 마케팅이 상당히 힘들어져서 결국 KBS N, MBC 플러스, SBS 미디어넷, CU미디어(현 iHQ MPP사업부문), 현대미디어(현 미디어지니), 필콘미디어, 베리미디어(구 지텔레비전) 등과 같은 복수유선방송사에 인수되어야 할 상황이 되었다. 결국 대원방송은 챔프TV 운영 및 마케팅을 포기했고 방송 콘텐츠 수급 및 프로그램 공급을 계속하면서, 2011년 7월 1일부터는 태광그룹 계열사이자 태광산업 및 흥국생명보험의 자회사인 티캐스트가 인수함에 따라 챔프TV가 태광그룹 계열사에 추가되었다. 챔프TV는 운영 및 마케팅을 티캐스트가 담당하고 있고, 방송 콘텐츠 수급 및 프로그램 공급을 대원방송이 담당하고 있다. 이 때문에 같은 계열사인 애니원과 애니박스에서 방영중이거나 방영했던 프로그램들이 챔프TV를 통해서도 방영하고 있으며 한때는 일부 작품들은 방송되지 않거나 CJ ENM 채널인 투니버스와 같은 애니메이션 채널 등으로 케이블TV 판권이 넘어가기도 했었다. 하지만 2023년 3월 20일에 대원방송이 티캐스트로부터 챔프비전을 인수하여 챔프비전이 대원방송에 흡수합병된다고 공시되었다. 2023년 4월 21일에 챔프 홈페이지 및 애니원 홈페이지에 2023년 5월 15일에 챔프TV가 애니원에 통합된다는 것이 공지사항에 올라왔다.